# 百瀬二三男
百瀬 二三男（ももせ ふみお、1942年〈昭和17年〉12月23日 - ）は、日本の実業家。長野県塩尻市出身。

## 経歴

### 1960年代
1961年
- 私立松本商業高等学校（現・松商学園高等学校）卒業
- 帝国自動車株式会社入社（愛知県名古屋市）

1966年
- 帝国自動車株式会社退社
- 株式会社大林 不動産部入社（東京都新宿区）

#### 1968年
- 株式会社大林 不動産部退社
- 株式会社三国建設設立（神奈川県川崎市）代表取締役就任
- 「港北ニュータウン」分譲事業
- 主に東横線、田園都市線沿線における宅地開発

### 1970年代

#### 1978年
- 株式会社ワールドランド設立（東京都中央区）代表取締役就任
- 義父である鎌形剛に師事
- 株式会社オリエンタルランド「東京ディズニーランド」オープン準備サポート
- 大東文化大学、東京学館鎌形学園浦安高等学校、東京学館鎌形学園浦安中学校、東京学館鎌形学園酒々井高等学校、新潟技術専門学校などの開校準備サポート

### 1980年代
1981年
- 株式会社三国建設解散
- 株式会社ランド企画設立（東京都中央区）

1985年
- 医療法人百合ヶ丘中央病院（神奈川県川崎市）理事長就任

### 1990年代
1990年
- 日本マリブ・システム株式会社（東京都中央区）取締役就任（株式会社三菱商事 新規事業部との合併会社）
- LEISURE RESOUCES GROUP（英国）との事業提携にて日商岩井株式会社新規事業部（折口雅博/元グッドウィル・グループCEO）の依頼を受け、株式会社ジュリアナズジャパン会長に就任
- 「JYULIANA’S TOKYO」（東京都芝浦）をオープン

1996年
- 株式会社ワールドランド/株式会社ランド企画解散

1997年
- 日本マリブ・システム株式会社 取締役退任

### 2000年代
2004年
- 株式会社近未来ワールド（茨城県笠間市）取締役就任
- 公営競技/競艇の場外舟券売場施設
- 「ボートピア岩間」オープン
- 株式会社フィールド設立（東京都港区）代表取締役就任